# Alojzije Stjepan Mišić
Alojzije Mišić (Gradiška, 10 novembre 1859 – Mostar, 26 marzo 1942) è stato un vescovo cattolico bosniaco, prelato della Chiesa cattolica che fu vescovo di Mostar-Duvno e amministratore apostolico della diocesi di Trebigne e Marcana dal 1912 al 1942. Fu provinciale della provincia francescana di Bosnia ed Erzegovina dal 1909 al 1912.

## Biografia

### Gioventù e formazione
Nacque nella famiglia di Mata e Marije (nata Cigić) a Gradiška e fu battezzato con il nome di Stjepan. Alojzije aveva due sorelle, Marija e Persa, che era una suora. La sua famiglia era originaria dell'Erzegovina. Nella sua infanzia era soprannominato Stipo o Stipica. Mišić frequentò la scuola statale nella sua città natale dal 1866 al 1870. I suoi genitori intendevano dargli una buona educazione, e in quanto aiutati dal parroco locale don Marko Dulibić, che consigliò loro di mandare Stjepan al seminario francescano di Ivanjska, che frequentò dal 1870 al 1874. Il 21 settembre 1874 entrò nel noviziato di Fojnica e cambiò il suo nome in Alojzije. Mišić studiò filosofia fino al 1878 nel monastero francescano e nella chiesa di San Francesco d'Assisi a Guča Gora, dove professò i voti temporanei il 15 novembre 1875. Lì completò i suoi studi con ottimi risultati. La provincia lo mandò a studiare teologia presso la Scuola Teologica Centrale di Esztergom, in Ungheria, dove studiò dal 1878 al 1882. Mentre studiava in Ungheria, prese i voti solenni il 14 ottobre 1880 e fu ordinato sacerdote il 7 luglio 1882 dal cardinale János Simor.

### Presbiterato
Tornato in patria nel 1882, Mišić fu prima cappellano a Banja Luka, ma nello stesso anno, su suggerimento dell'arcivescovo di Vrhbosna Josip Stadler, la Provincia lo nominò maestro di religione in diverse scuole di Sarajevo. Allo stesso tempo, si impegnò con la cura pastorale nella parrocchia locale. Successivamente, fu segretario del vescovo di Banja Luka Marijan Marković e vicario generale della diocesi dal 1884 al 1891. Mišić fu nominato custode del monastero francescano di Petrićevac nel 1891 e vi rimase fino al 1894. Mentre era lì, costruì il campanile della chiesa del monastero.
Nel 1894 fu nominato parroco a Bihać. Durante la permanenza a Bihać, Mišić fondò la società croata di canto e tambureggiamento "Krajišnik", con un biblioteca. Fondò anche varie altre organizzazioni cattoliche, economiche e nazionali. Contribuì a ravvivare la vita religiosa e politica locale e spesso teneva conferenze economiche ai contadini, donando loro vari libri. Mišić contribuì anche al rafforzamento del commercio cattolico in città, riconciliando le famiglie in guerra e fondando un'associazione di commercio e artigianato di mutuo soccorso. Contribuì anche a rafforzare la coscienza nazionale croata nella città e incoraggiò i funzionari a stabilire associazioni nazionali. Per emancipare i contadini, fondò la Cooperativa Nazionale Croata. Mišić rinnovò e ampliò la chiesa locale. Fu nuovamente nominato custode del monastero di Petrićevac nel 1904, dove rimase fino al 1907. Mišić fu quindi nominato superiore della residenza francescana di Visoko, dove rimase per due anni, prima di essere eletto provinciale Provincia francescana della Bosnia Srebrena. Nel 1910, come provinciale, Mišić fece demolire la vecchia chiesa di Bistrik a Sarajevo e costruì l'odierna chiesa di Sant'Antonio.

### Episcopato

#### Nomina
Negli ultimi anni della sua vita, il vescovo di Mostar-Duvno e amministratore apostolico di Trebigne e Marcana, Paškal Buconjić, fu spesso malato. Sebbene fosse stata costruita una nuova residenza vescovile, Buconjić rifiutava di trasferirvisi e visse nella vecchia residenza a Vukodol. Il segretario di Buconjić fra Radoslav Glavaš sfruttò la debolezza del vescovo per esercitare il potere in vece sua, tenendolo disinformato e in una posizione di dipendenza. Glavaš indirizzò le risorse finanziarie delle diocesi verso la provincia francescana dell'Erzegovina. Se ne accorse anche l'arcivescovo di Vrhbosna Josip Stadler, il quale, allo scopo di migliorare la situazione nelle diocesi, chiese alla Santa Sede di nominare il suo vescovo ausiliare Ivan Šarić, come coadiutore vescovo di Mostar-Duvno con diritto di successione.
Buconjić considerò la proposta di un coadiutore come il tentativo di sostituirlo e vi si oppose risolutamente. L'atteggiamento di Buconjić fece arrabbiare così tanto i francescani dell'Erzegovina più anziani che il nuovo provinciale Begić si propose come coadiutore episcopale durante il soggiorno dell'imperatore Francesco Giuseppe a Mostar il 3 giugno 1910. Buconjić, venendo a conoscenza delle intenzioni dei governi di Sarajevo e Vienna e della proposta di Begić all'imperatore, scrisse a papa Pio X e propose una terna di nomi: Fran Lulić, francescano dalmata, e i due francescani dell'Erzegovina Špir Špirić e David Nevistić, come candidati. Buconjić fu deluso dai francescani dell'Erzegovina, che accolsero la sua prima scelta, il dalmata Lulić, come un'offesa. Poiché solo l'imperatore aveva il diritto di nominare il nuovo vescovo, e il papa di confermarlo, Buconjić propose a Francesco Giuseppe gli stessi candidati e gli chiese di nominare un vescovo coadiutore.
Il nuovo ministro delle finanze, Stephan Burián von Rajecz, non sosteneva le nomine di clero che non avesse un'inclinazione filo-magiara, e quindi non era d'accordo con la proposta di Stadler di nominare Šarić come vescovo coadiutore. Le autorità sostennero i francescani e Šarić spiegò in modo poco diplomatico al governo di Vienna che avrebbe dovuto essere nominato, perché non c'erano validi candidati tra i francescani dell'Erzegovina. Burián ordinò di scegliere un candidato tra i francescani bosniaci. Membri influenti del governo austro-ungarico a Sarajevo conclusero che Alojzije Mišić, ex studente ungherese e persona di fiducia dei membri del governo filo-magiaro a Sarajevo, sarebbe dovuto diventare il nuovo vescovo di Mostar. Il governo di Sarajevo, il 19 febbraio 1910, propose Mišić come vescovo coadiutore, ma il governo di Vienna rinviò la decisione di alcuni mesi a causa dei preparativi per la campagna imperiale in Bosnia ed Erzegovina.
Il governo di Sarajevo considerava Lulić non idoneo perché viveva a Roma e come dalmata non sarebbe stato in grado di comprendere la mentalità dell'Erzegovina. Il governo austro-ungarico respinse qualunque candidato da Roma che non accettasse la politica ecclesiastica della monarchia: il giuseppinismo. Il governo di Sarajevo ritenne Mišić più qualificato rispetto agli altri due candidati. Il governo di Vienna comunicò a Roma l'intenzione di nominare Mišić vescovo coadiutore, ma Roma volle mantenere una posizione neutrale tra le proposte delle autorità austro-ungariche e quelle di Buconjić e decise così di attendere la morte di Buconjić per risolvere la questione.
Buconjić morì a Mostar l'8 dicembre 1910. Dopo la morte di Buconjić, secondo le disposizioni del diritto canonico, il 19 dicembre 1910, l'arcivescovo metropolita Josip Stadler nominò Lazarević amministratore delle due diocesi dell'Erzegovina per la parte spirituale. La cura materiale delle diocesi fu affidata a Radoslav Glavaš, che arricchì ulteriormente la provincia francescana dell'Erzegovina Vienna per le sue nomine e propose Ivan Šarić, Tom Igrc e Ivan Dujmušić come candidati alla cattedra di Mostar, notando che aveva preso in considerazione anche alcuni francescani dell'Erzegovina, ma in coscienza non poteva proporne nessuno. Le sue proposte furono rapidamente respinte, perché le autorità austro-ungariche preferivano i francescani al clero diocesano e volevano un francescano come nuovo vescovo.
Sebbene Roma sostenesse Paškal Buconjić, il primo ad avanzare la nomina di Lulić, dopo la morte di Buconjić le autorità austro-ungariche non presero in seria considerazione la candidatura di Lulić. Roma non appoggiò la scelta di Vienna di nominare Mišić vescovo a causa del suo conflitto con l'arcivescovo Stadler, e volle cercare candidati propri. Le autorità austro-ungariche proposero Mišić per la seconda volta a Roma il 5 gennaio 1912. Il Papa accettò la proposta, così Burián chiese all'imperatore di nominare Mišić, cosa che l'imperatore fece il 14 febbraio. Il Papa confermò Mišić vescovo il 29 aprile 1912. 11 giugno 1912 Mišić si recò a Roma per ricevere la consacrazione episcopale.

#### Attività episcopale
Mišić fu consacrato nella basilica di Sant'Antonio a Roma il 18 giugno 1912 dal cardinale francescano Diomede Falconio, co-consacranti i vescovi francescani Giacomo Ghezzi e Graziano Gennaro. Scelse come motto "Caritate et amore omnia vincuntur" ("Con la carità e con l'amore si vince tutto"). Mišić si recò a Roma accompagnato dal francescano bosniaco Josip Andrić e dal francescano erzegovese Ambrozij Miletić, che rappresentavano i francescani erzegovesi. All'ordinazione parteciparono il Ministro generale dell'Ordine francescano Pacifico Monza e l'ambasciatore austro-ungarico a Roma Alois von Schönburg-Hartenstein. Dopo la consacrazione, Mišić soggiornò brevemente a Roma, e il papa lo ricevette il 20 giugno.
Mentre Mišić era in udienza dal Papa, a Banja Luka morì il suo grande sostenitore, il vescovo di Banja Luka Marijan Marković. Per impedire al suo oppositore Stadler di nominare il suo candidato Petar Pajić come amministratore della diocesi di Banja Luka, Mišić fece pressioni e con l'aiuto del ministro generale dell'Ordine francescano riuscì a far nominare il francescano Jozo Garić come amministratore spirituali.
Dopo la visita al Papa, Mišić lasciò Roma il 21 giugno e arrivò a Vienna il 25 giugno per prestare il consueto giuramento davanti all'imperatore Francesco Giuseppe. Il giorno successivo arrivò a Sarajevo. Il 5 luglio 1912, Mišić informò l'amministratore per le questioni spirituali delle due diocesi dell'Erzegovina, Lazar Lazarević, e stabilì la presa di possesso al 14 luglio. Mišić fu accolto freddamente dai francescani dell'Erzegovina. Diversi francescani di alto rango dell'Erzegovina ignorarono la sua nomina, tra cui soprattutto l'amministratore in materia materiale delle due diocesi dell'Erzegovina Radoslav Glavaš, ma anche Nikola Šimović, Anđel Nuić e Ambrozija Miletić.
Il 18 febbraio 1917 Mišić fu insignito della Stella di Commendatore dell'Ordine imperiale di Francesco Giuseppe.
Durante la prima guerra mondiale, nell'estate del 1917, l'Erzegovina fu devastata dalla fame. Alcune parroci dell'Erzegovina attraversarono la Sava per procurare cibo ai loro parrocchiani. Il 5 dicembre 1917 Mišić scrisse all'arcivescovo di Zagabria, Anton Bauer, per chiedere che i suoi parroci raccogliessero l'elemosina dai loro parrocchiani. Bauer rispose, proponendo di inviare alcuni francescani a raccogliere elemosine in Croazia.
Nel 1918, l'Austro-Ungheria fu sciolta e tutta la Bosnia-Erzegovina fu inclusa nel neonato Regno dei Serbi, Croati e Sloveni, governato dalla dinastia serbo-ortodossa Karađorđević. Il 10 novembre 1923, Alessandro I conferì a Mišić l'Ordine di San Sava di 1ª classe.

#### Organizzazione amministrativa
Dopo essere diventato vescovo, Mišić aveva a sua disposizione solo 12 sacerdoti diocesani, mentre il resto del clero era composto da francescani. Le guerre balcaniche e la prima guerra mondiale misero fine alla possibilità di formare ulteriori sacerdoti diocesani, mentre il numero dei francescani cresceva. Le circostanze richiedevano l'istituzione di nuove parrocchie e Mišić, come il suo predecessore, aveva l'autorità di nominare francescani in nuove parrocchie con l'approvazione del ministro generale dell'Ordine francescano. I francescani dell'Erzegovina informarono il vescovo Mišić che non avrebbero accettato nuove parrocchie fino a quando non sarebbe stato emanato un decreto da Roma, secondo il quale le parrocchie erano loro legalmente trasferite. Mišić si curò poco di formare il clero secolare, sebbene dal 1925 la Congregazione di Propaganda Fide gli avesse inviato circa 2.000 dollari al mese per questo scopo. Il denaro rimase inutilizzato e languì nelle banche durante la seconda guerra mondiale. Si rifiutò anche di nominare parroci sacerdoti secolari appena ordinati.
Come vescovo, Mišić fondò 14 nuove parrocchie e fece costruire 21 chiese e 24 case parrocchiali. Tra le parrocchie da lui fondate ci sono Čapljina (1917), Izbicno (1917), Čitluk (1918), Gradac-Blizanci (1918), Tepčići (1918), Jablanica (1919), Grljevići (1919), Kongora (1921), Prisoje (1922), Kruševo (1924), Ledinac (1930), Rašeljke (1934), Crnač (1935) e Šipovača (1939).
I francescani dell'Erzegovina sfruttarono l'origine bosniaca di Mišić per tentare di modificare la "Decisione" del 1899 sulla divisione delle parrocchie tra loro e il clero diocesano emanata dalla Santa Sede. Il 25 aprile 1922, Alojzije Bubalo, provinciale dei Francescani dell'Erzegovina, inviò una richiesta al Papa per concedere loro le parrocchie designate dalla "Decisione" per il clero diocesano. Chiesero che tutte le parrocchie esistenti e future della diocesi di Mostar-Duvno, così come la parrocchia di Neum, che apparteneva alla diocesi di Trebinje-Mrkan, fossero loro assegnate. I francescani hanno ritenuto che la loro richiesta fosse giustificata, perché nella diocesi mancava il clero diocesano ed erano attivi solo tre sacerdoti secolari. Tuttavia, il motivo principale dell'assenza del clero secolare era che il precedente vescovo Buconjić e poi il vescovo Mišić non si occupavano abbastanza della formazione del clero secolare. Mišić avrebbe dovuto recarsi a Roma in quel periodo per una visita ad limina al Papa, accompagnato da padre Jerko Boras, il curatore dei francescani dell'Erzegovina. Boras avrebbe dovuto presentare una richiesta al ministro generale dell'Ordine francescano, Bernardin Klumper, che l'avrebbe sottoposta al papa. Poiché Klumper non era presente in quel momento, la petizione fu consegnata a Callisto Zuccotti, procuratore dell'Ordine dei frati minori. Prima di presentare la petizione al Papa, Zuccotti invitò Mišić, il patrono dell'Ordine francescano cardinale Oreste Giorgi e Boras a discutere la questione. Conclusero che Mišić avrebbe dovuto redigere personalmente la richiesta e presentarla al Papa.
Il 22 maggio 1922 Mišić emendò la petizione. Nella versione di Mišić non c'era differenza tra le parrocchie attuali e quelle future da fondare. La ragione di tale modifica era che la versione precedente era in contrasto con le disposizioni del diritto canonico, che stabiliva che ogni parrocchia di nuova fondazione creata per separazione da una parrocchia affidata a religiosi appartenesse alla libera disposizione del vescovo, e non all'ordine religioso. La Congregazione per gli affari ecclesiastici straordinari chiese a Mišić di fornire un elenco di parrocchie che sarebbero state a disposizione del vescovo.
Dopo che la Congregazione respinse la petizione, Mišić fece orecchie da mercante all'intera questione. Solo su insistenza di Bubalo Mišić accettò di inviare la petizione, ma chiese a Bubalo di scriverla. Bubalo scrisse un'altra petizione il 20 maggio 1923. In tale richiesta, chiese che ai francescani, oltre alle 25 parrocchie che appartenevano loro secondo la "Decisione", fossero assegnate altre 27 parrocchie, di cui 13 non ancora istituite, mentre 21 parrocchie sarebbero state riservate al clero diocesano (a quel tempo esistevano solo 8 parrocchie affidate ai secolari). La sua richiesta ricevette la raccomandazione di Mišić, con l'approvazione del consiglio vescovile, composto da Boras e dal sacerdote diocesano Marijan Kelava, il 3 giugno 1923. Bubalo inviò la richiesta al procuratore dell'Ordine francescano a Roma il 12 giugno 1921. La congregazione decise per rescritto del 22 giugno 1923 che il vescovo avrebbe potuto dare ai francescani le parrocchie richieste fino a che la Santa Sede non avesse disposto diversamente. Questo evento segnò l'inizio della "Questione dell'Erzegovina". Con informazioni errate inviate al Vaticano sullo stato della Chiesa in Erzegovina, la disputa si è intensificata.
Il 26 aprile 1924 Bubalo chiese al Definitorio generale dell'Ordine francescano il permesso di acquisire le parrocchie, nel 1924 il ministro generale dell'Ordine francescano fu autorizzato ad accogliere la richiesta dei Francescani dell'Erzegovina: il ministro generale approvò la richiesta il 30 maggio 1924. Pertanto, il 10 gennaio 1925, Bubalo chiese a Mišić di adottare il rescritto del 1923, poiché i francescani dell'Erzegovina avevano ricevuto la necessaria approvazione dal Definitorio generale. Mišić portò un rescritto il 15 maggio 1925 con modifiche, ponendo Gabela e Glavatičevo sotto l'amministrazione francescana, invece che diocesana, mentre Prisoje e Dobrich furono poste sotto l'amministrazione diocesana. Insoddisfatti del cambiamento, i francescani chiesero a Mišić di non modificare il rescritto, ma Mišić la considerò una buona decisione e il cambiamento rimase. Marko Perić scrive che il possibile motivo del cambiamento era la speranza di Mišić che i francescani rifiutassero i cambiamenti, in modo che l'intera questione sarebbe tornata di nuovo all'esame della Santa Sede. Mišić non annunciò mai pubblicamente il suo decreto a causa della possibile reazione del clero diocesano.
Il vescovo Buconjić aveva acquistato il terreno per la nuova chiesa cattedrale di Mostar nel quartiere Rondo di Mostar, che apparteneva alla parrocchia di Guvno. Il terreno per la nuova cattedrale fu poi ipotecato a favore della Custodia francescana dell'Erzegovina; a quel tempo Buconjić era costretto a letto. Mišić intendeva continuare la costruzione e ordinò di posare 250 metri quadrati di pietra squadrata per la futura cattedrale, ma non diede mai inizio alla costruzione. La cattedrale non fu mai costruita, e successivamente le autorità comuniste jugoslave, costruirono al suo posto una "Casa della Cultura". Come possibile motivo del ritardo nella costruzione, Perić indica l'intenzione francescana di acquisire la parrocchia di Guvno.
Il clero diocesano venne a conoscenza dello sforzo congiunto di Mišić e dei francescani per modificare la decisione del Vaticano solo nel 1937. Ilovač gli assicurò che il rescritto non era stato eseguito, sebbene egli stesso avesse registrato sia il rescritto sia il decreto di Mišić sulla sua esecuzione. Nel 1935 Mišić affidò a Čule l'educazione dei sacerdoti diocesani. Il loro numero cominciò a crescere e molti francescani commentarono che non ci sarebbero state abbastanza parrocchie per loro. Nel 1937 il clero diocesano della parrocchia di Drinovci venne a conoscenza del rescritto e della sua adozione. Portarono le loro preoccupazioni a Ilovač, che li rassicurò ancora una volta, affermando falsamente che Mišić non aveva confermato il rescritto. Mišić ordinò solo 27 sacerdoti diocesani, a fronte di 160 francescani. Nel 1939 limitò a soli 33 il numero dei candidati episcopali delle diocesi dell'Erzegovina nel seminario di Travnik, probabilmente sotto l'influenza dei francescani.
Nel 1937 i francescani del capitolo provinciale della provincia francescana dell'Erzegovina chiesero al vescovo di assicurare un francescano dell'Erzegovina come suo successore, nominando un vescovo coadiutore. In quella lettera si scrive che l'Erzegovina "è francescana da sette secoli, madida del loro sudore e del loro sangue di martiri" e che i francescani "hanno preservato il cattolicesimo della Croazia e dell'Erzegovina". Hanno anche scritto che Mišić è un "grande figlio dell'ordine francescano" e che "il santo spirito francescano vive in lui e non permetterà a quello spirito di affievolirsi o spegnersi". Non conoscendo la richiesta dei francescani, i sacerdoti diocesani tennero il loro incontro annuale, inviando al vescovo un memorandum, in cui gli chiedevano della situazione delle parrocchie, ma Mišić non rispose.
Nel 1939, tuttavia, i sacerdoti diocesani informarono l'arcivescovo di Vrhbosna Ivan Šarić della situazione delle parrocchie, che a sua volta informò il nunzio apostolico a Belgrado. Così la questione giunse nuovamente alla Roma. Nel 1940 se ne discusse davanti alla Congregazione di Propaganda Fide e alla Congregazione per gli affari ecclesiastici straordinari. Il cardinale Giuseppe Bruno, che aveva firmato il rescritto del 1923, sosteneva che la richiesta dei francescani fosse scritta con falsità o occultamento della verità, perché pretendevano parrocchie che allora non erano ancora costituite. Nel 1941 Bruno scrisse ancora sulla questione, affermando che 21 parrocchie che avrebbero dovuto essere sotto il vescovo non gli furono consegnate. Inoltre, il cardinal Bruno sostenne che il rescritto del 1923 era nullo, perché i francescani non avevano ricevuto dalla Congregazione per gli istituti di vita consacrata e le società di vita apostolica il permesso necessario per acquisire le parrocchie destinate al clero diocesano. Tuttavia, il rescritto fu abolito solo nel 1965.

#### Seconda guerra mondiale
Nel 1940 e all'inizio del 1941, il Regno d'Ungheria, il Regno di Romania e il Regno di Bulgaria accettarono di unirsi alle Potenze dell'Asse. Hitler allora fece pressioni sulla Jugoslavia affinché aderisse anch'essa al Patto tripartito. Il reggente, il principe Paolo, cedette a questa pressione e dichiarò l'adesione della Jugoslavia al Patto tripartito il 25 marzo, 1941. Questa mossa provocò un generale malcontento fra gli ufficiali dominato dai serbi e nella maggior parte dell'opinione pubblica: gran parte della popolazione serba, così come liberali e comunisti. Gli ufficiali inscenarono un colpo di Stato il 27 marzo 1941 e costrinsero il reggente a dimettersi, dichiarando la maggiore età del re Pietro II, sebbene avesse solo 17 anni. Dopo aver appreso la notizia del putsch in Jugoslavia, Hitler emise una direttiva il 27 marzo chiedendo che la Jugoslavia fosse considerata uno stato nemico. I tedeschi iniziarono l'invasione con un attacco aereo su Belgrado il 6 aprile. Lo stesso giorno, gli italiani iniziarono a bombardare Mostar per diversi giorni, durante i quali furono danneggiati molti edifici e la chiesa cattolica.
Il 10 aprile 1941 fu istituito lo Stato indipendente di Croazia, diviso dalla linea di demarcazione tra Germania e Italia. Le diocesi di Mostar-Duvno e di Trebinje-Mrkan rientrarono interamente nella zona di influenza italiana. Lo stesso giorno a Mostar ci fu un conflitto tra i sostenitori degli ustascia e le truppe jugoslave, che presero il controllo della città. I resti dell'esercito jugoslavo, comandato dal generale Janković, occuparono la collina sopra l'ordinariato vescovile e aprirono il fuoco con cannoni e mitragliatrici. Per calmare la situazione ed evitare ulteriori distruzioni, Mišić chiamò il francescano Leo Petrović e l'illustre avvocato Cvitan Spužević per organizzare i negoziati di pace con il generale Janković. Il disastro fu evitato e Janković risarcito il danno con il bilancio militare. L'esercito jugoslavo lasciò la città e l'esercito italiano la occupò il 16 aprile. Gli italiani ebbero il controllo della città fino al 28 aprile, quando trasferirono il potere al nuovo governo dello Stato indipendente di Croazia.
In una circolare del 9 maggio 1941 alle parrocchie cattoliche delle diocesi di Mostar-Duvno e Trebinje-Mrkan, Mišić accolse con favore l'istituzione dello Stato indipendente di Croazia. Nella circolare definì il capo dello Stato indipendente di Croazia, il poglavnik Ante Pavelić, "un cattolico esemplare". Dopo che l'esercito jugoslavo abbandonò la regione, ebbe luogo una serie di crimini contro la popolazione serba. Squadre ustascia massacrarono i serbi a Prebilovci, presso Čapljina, senza alcun controllo. Il clero cattolico protestò contro questi omicidii. I crimini furono denunciati alle autorità ecclesiastiche dai parroci Jozo Zovko e Andrija Majić, che "parlarono piangendo degli orrori". Dopo aver raccolto le prove, Mišić inviò Majić a denunciare i crimini all'arcivescovo di Zagabria Alojzije Stepinac.
Insieme all'arcivescovo di Zagabria Alojzije Stepinac, Mišić è annoverato tra i prelati cattolici che si opposero alla violenza degli ustascia contro i serbi a Ljubinje, Stolac, Gornji Hrasno presso Neum, Klepci e Šurmanci presso Čapljina, Mostar, Ljubuški e Međugorje. Il 7 novembre Mišić scrisse un rapporto alla Presidenza della Conferenza episcopale croata, parlando dei crimini nella zona di Mostar: 
Mišić fu anche minacciato telefonicamente perché aveva ricevuto una donna terrorizzata con due bambini, il cui marito era stato catturato e ucciso. Il 28 giugno si vociferava che sarebbe seguita una grande rappresaglia contro la popolazione serba, quindi Pavelić diede l'ordine di minacciare con severe punizioni coloro che commettevano crimini contro i serbi. Tuttavia, l'ordine ebbe solo un effetto temporaneo. Il 30 giugno 1941 Mišić scrisse un'altra circolare, interpretando l'ordine di Pavelić. In esso, Mišić citò il quinto comandamento e chiese che le uccisioni cessassero, e citando l'esempio di Gesù invitò i credenti non solo a non uccidere, ma anche a non arrabbiarsi e a non vendicarsi perché secondo Dio tutti sono fratelli.
Il 3 maggio 1941 Pavelić promulgò la disposizione legale "Sulla conversione da una religione all'altra" e il 27 maggio 1941 il Ministero del culto religioso e dell'educazione pubblicò "Istruzioni sulla conversione da una religione all'altra". Successivamente, molti non cattolici, per lo più serbi ortodossi, chiesero la conversione. L'8 luglio 1941 Mišić inviò un'altra circolare al riguardo. In questa circolare, Mišić scrisse contro la conversione forzata e violenta al cristianesimo e richiese che i convertiti fossero sinceri nelle loro intenzioni. Mišić aggiunse che tutti erano benvenuti nella Chiesa cattolica, ma disse al clero di stare attenti con gli intellettuali, come sacerdoti, insegnanti e ricchi, ma di essere più gentili con i cittadini comuni, i lavoratori e gli artigiani. Insegnò al clero ad essere aperto e accogliente verso i catecumeni e a sottolineare la fede comune tra ortodossia e cattolicesimo.
Mišić in seguito scrisse nella sua cronaca che le conversioni ebbero luogo a Ravno, Stolac, Mostar, Goranci, Ljuti Dolac, Gabeli, Klepci e Humac. Mišić scrisse che la conversione era intrapresa da individui che ne riferivano alle autorità civili e dichiaravano pubblicamente che si stavano convertendo al Cattolicesimo. Quindi avrebbero portato il certificato di intenzione di conversione all'ufficio parrocchiale, dove avrebbero ricevuto una conferma che erano stati accettati nella comunità cattolica. Quindi avrebbero ricevuto l'istruzione religiosa e i neonati sarebbero stati battezzati come cattolici. Mišić dichiarò che alcuni "fuorilegge ustaša" avevano arrestato e concentrato serbi convertiti per ucciderli in massa. Così afferma: “...Piissimi contadini di fede greco-orientale, che vivono mescolati con i cattolici, iscritti alla Chiesa cattolica; vanno alle Sante Messe, imparano la religione cattolica, battezzano i bambini, gli intrusi impartiscono ordini mentre i nuovi convertiti sono ancora nella chiesa per la Santa messa, vengono catturati, vecchi e giovani, maschi e femmine, inseguiti come schiavi... in breve tempo in massa nell'eternità.
Mišić scrisse nelle sue note che “tutto ciò ha danneggiato la causa croata e cattolica” e che “se ci fosse stato un approccio diverso, sarebbe potuto succedere che i cattolici, con quelli che si convertono, diventassero la maggioranza in Bosnia ed Erzegovina, senza dover più dipendere dalla misericordia dei maomettani, che sono noti per la loro volubilità, e che diventano secondo il tempo, ciò che più conviene loro".
Per quanto riguarda gli ebrei, Mišić scrisse nella stessa circolare di essere "estremamente cauti e moderati". Ma per salvarli dalla persecuzione, Mišić ordinò ai sacerdoti di emettere un certificato di conversione per gli ebrei, anche senza alcuna procedura di conversione.
Mišić inviò due lettere a Stepinac. Durante l'estate del 1941, parte dei volontari croati fu inviata al Fronte Orientale. L'11 luglio 1942 Mišić chiese a Stepinac di fornire cappellani cattolici ai soldati cattolici. Nella sua seconda lettera a Stepinac, Mišić chiese aiuto per proteggere i serbi recentemente convertiti che erano stati portati nei campi di concentramento e chiese il loro rilascio. Stepinac inoltrò la lettera ad Andrija Artuković, chiedendo che venissero liberati.
Le relazioni tra Mišić e i francescani dell'Erzegovina peggiorarono dopo l'istituzione dello Stato indipendente di Croazia. Il cardinale Eugène Tisserant riferì al rappresentante non ufficiale dello Stato indipendente di Croazia a Roma, Nikola Rušinović, che durante la guerra i francescani in Bosnia-Erzegovina si erano comportati in modo "disgustoso" nei confronti dei profughi, delle autorità militari e civili italiane, dei vescovi e dei rappresentanti della Santa Sede in Croazia. Le accuse includevano la partecipazione a eventi violenti durante la guerra, l'impegno in affari secolari e la disobbedienza all'autorità ecclesiastica e alla Santa Sede.

### Morte ed eredità
Poco prima della sua morte, Mišić ha cercato di ottenere un successore. Dapprima espresse il desiderio essere sostituito da qualcuno delle file dei francescani bosniaci, poi cercò come suo successore uno dei francescani dell'Erzegovina. Tuttavia, la Santa Sede non rispose alle sue proposte. Nel 1937 i francescani gli chiesero di nominare un vescovo coadiutore. Il 28 giugno 1940 Mišić propose a Propaganda Fide di nominare un vescovo coadiutore, ma non ricevette risposta. Alla fine del 1939 il vescovo Mišić indicò a Propaganda Fide tre candidati alla successione: fra Vendelin Vasilj, fra Dominik Mandić e fra Bonicije Rupčić. Nessuna nomina si realizzò prima della sua morte.
Sebbene sembrasse in buona salute, Mišić morì improvvisamente per un ictus il 26 marzo 1942 verso mezzogiorno, mentre era seduto a tavola. Il suo corpo fu ritrovato dal suo segretario, padre Boris Ilovača. Poiché il suo corpo era ancora caldo, sono stati celebrati gli ultimi riti. Il 29 marzo a Mostar una messa di requiem fu celebrata da Ivan Šarić, arcivescovo di Vrhbosna. Lo stesso giorno, il suo corpo fu traslato nella chiesa del monastero di Petrićevac, dove il 31 marzo il vescovo Jozo Garić di Banja Luka celebrò un'altra messa di requiem dopo di che fu sepolto nella chiesa secondo i suoi desideri. Il terremoto del 1969 distrusse la chiesa e il monastero di Petrićevac, così i resti di Mišić furono trasferiti nel cimitero locale nell'estate del 1970.
Al momento della morte del vescovo Mišić, le diocesi di Mostar-Duvno e di Trebinj-Mrkan avevano tre consiglieri, il dottor Don Petar Čula, il frate Boris Ilovača e il frate Leo Petrović. I due frati non avevano le necessarie Santa Sede approvazioni, che non erano mai state richieste. Quindi, secondo il Codice di diritto canonico, l'arcivescovo di Vrhbosna, Ivan Šarić, nominò vicario capitolare don Petar Čula. La Congregazione di Propaganda Fide approvò la sua nomina il 10 aprile 1942. I francescani speravano che il successore di Mišić sarebbe stato un francescano, e la loro speranza fu rafforzata dalle promesse del poglavnik Ante Pavelić che avrebbe voluto che il francescano Radoslav Glavaš succedesse a Mišić. Tuttavia, il 15 aprile 1942, la Santa Sede nominò Čula nuovo vescovo.

## Genealogia episcopale e successione apostolica
La genealogia episcopale è:
- Cardinale Scipione Rebiba
- Cardinale Giulio Antonio Santori
- Cardinale Girolamo Bernerio, O.P.
- Arcivescovo Galeazzo Sanvitale
- Cardinale Ludovico Ludovisi
- Cardinale Luigi Caetani
- Cardinale Ulderico Carpegna
- Cardinale Paluzzo Paluzzi Altieri degli Albertoni
- Papa Benedetto XIII
- Papa Benedetto XIV
- Cardinale Enrico Enriquez
- Arcivescovo Manuel Quintano Bonifaz
- Cardinale Buenaventura Córdoba Espinosa de la Cerda
- Cardinale Giuseppe Maria Doria Pamphilj
- Papa Pio VIII
- Papa Pio IX
- Cardinale Raffaele Monaco La Valletta
- Cardinale Diomede Falconio, O.F.M.Ref.
- Vescovo Alojzije Stjepan Mišić, O.F.M.

## Premi e riconoscimenti

### Onorificenze
- Croce di comandante con la stella dell'Ordine di Francesco Giuseppe.
- Primo grado dell'Ordine di San Sava.

### Strade
- Via Biskupa Alojzij Mišić a Široki Brijeg.

### Articoli
- Božo Goluža, Židovi u Mostaru (prilog istini i jasnoći), in Hum, n. 1, 2006,  pp. 226-243.
- Ratko Perić, Imenovanje don Petra Čule mostarsko-duvanjskim biskupom (PDF), in Službeni vjesnik biskupija Mostarsko-duvanjske i Trebinjsko-mrkanske, n. 1, Mostar, Biskupski ordinarijat Mostar, 2009,  pp. 77-89.
- Petar Vrankić, Izbori i imenovanja biskupa u Hercegovini u doba austro-ugarske vladavine (1878. – 1918.) na primjeru biskupa fra Alojzija Mišića, in Hercegovina, vol. 4, Mostar, Filozofski fakultet Sveučilišta u Mostaru, 2018,  pp. 243-286.
- Tomo Vukšić, Mostarski biskup Alojzije Mišić (1912.-1942.) za vrijeme Drugog svjetskog rata, in Crkva u svijetu, vol. 41, n. 2, 2006a,  pp. 215-234.
- Tomo Vukšić, Mostarski biskup Alojzije Mišić (1912.-1942.) za vrijeme Drugog svjetskog rata (II.), in Crkva u svijetu, vol. 41, n. 3, 2006b,  pp. 326-342.
- Richard J. Wolff, The Catholic Church and the Dictatorships in Slovakia and Croatia, 1939-1945, in Records of the American Catholic Historical Society of Philadelphia, vol. 88, n. 1/4, 1977,  pp. 3-30.
- Anđelko Barun, Franjevci biskupi iz BiH – poslije uspostave redovite crkvene hijerarhije, in Svjetlo riječi, Sarajevo, 13 giugno 2018. URL consultato il 5 febbraio 2023 (archiviato dall'url originale il 4 ottobre 2022).